# CityVille
CityVille  est un jeu vidéo social de type city-builder développé et édité par Zynga, sorti en 2010 sur Facebook.
C'est fin 2010 le jeu le plus utilisé sur Facebook avec 84,2 millions d'utilisateurs actifs durant le mois de décembre 2010. Il a ensuite dépassé les 100 millions d'utilisateurs avant de décliner.
Le service s'arrête le 30 avril 2015 à la suite des difficultés économiques de son éditeur.
Une suite, CityVille 2, a été déployée de novembre 2012 à 2013.

## Système de jeu
Au début du jeu, le joueur a une petite ville avec une grange et une maison ; puis le joueur peut construire des maisons, des commerces et des bâtiments officiels en les achetant. Il pourra aussi agrandir sa ville mais il lui faudra des ZAC et des habitants. Au fil du jeu, le joueur débloquera des bâtiments grâce aux missions et en augmentant son niveau.
Il peut aussi débloquer la Tour Eiffel et les bâtiments pour la construire (comme l’hôtel voilier, le restaurant hawaïen et le casino French Riviera) et la Grande Pyramide et les bâtiments sont la demeure de Moscou, le palais de Venise, et le centre de Shanghai.

## Accueil
- Gamezebo : 4,5/5[5]

## Adaptations
Le jeu a connu trois adaptations sur iOS entre 2011 et 2012 : CityVille Hometown, CityVille Holidaytown et CityVille Skies (une adaptation pour enfants dans laquelle le joueur peut survoler la ville en posant un jouet dirigeable sur la tablette, un concept mis en place par les Éditions Volumique, une société française),.
Une édition spéciale du Monopoly en association avec la marque a été créée en 2012.